# Stefano Freddi
Stefano Freddi (Mantova, 24 gennaio 1967) è un giocatore di biliardo italiano.
A 16 anni si avvicina al biliardo e già l'anno successivo conquista il titolo provinciale di 2ª categoria a cui seguirà quello di goriziana italiana di 1ª categoria sempre disputatosi a Mantova. Da qui inizierà una serie di vittorie a livello nazionale, tra cui nel 1993 la finalissima contro il campione del mondo Gustavo Zito durante la nona prova dell'allora Mondiale Pro (ora BTP). 
Prosegue fino al 1995 nella categoria nazionale per poi decidere di sospendere l'attività dal 1997 al 2008. 

## Ritorno e professionismo
Il 2010 è l'anno del ritorno ad alti livelli, culminato con il passaggio nei professionisti e conquista del titolo nazionale di 1ª categoria l'anno seguente.

## Palmarès
I principali risultati
- 2011 Campionato italiano 1ª categoria specialità 5 birilli
- 2016 Campione europeo per nazioni a squadre (Herstal)